# 棚尾駅
棚尾駅（たなおえき）は、かつて愛知県碧南市棚尾本町5丁目にあった名古屋鉄道三河線の駅（廃駅）である。

## 歴史
- 1926年（大正15年）9月1日：大浜港（のちの碧南） - 神谷（のちの松木島）間（当時：三河鉄道）の開通に伴い開業[1]。
- 1941年（昭和16年）6月1日：三河鉄道が名古屋鉄道に合併。同社三河線の駅となる。
- 1960年（昭和35年）：駅舎改築[2]。
- 1965年（昭和40年）1月1日：貨物営業廃止[2]。
- 1966年（昭和41年）：無人化、駅舎撤去[2]。
- 1990年（平成2年）7月1日：碧南 - 吉良吉田間の電化設備廃止[3]。レールバス（キハ20形）の営業開始[3]。
- 2004年（平成16年）4月1日：廃止[1]。

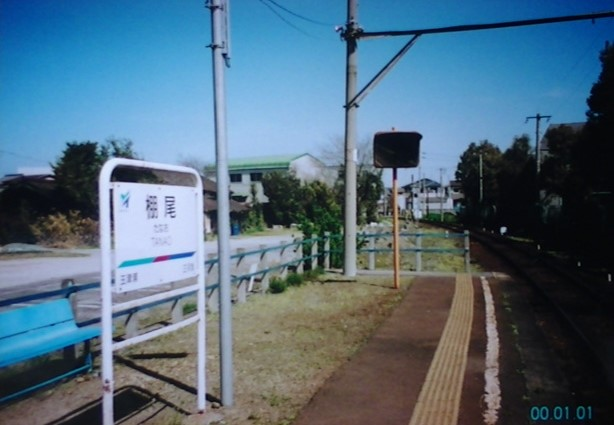
廃止前の棚尾駅ホーム（2004年）
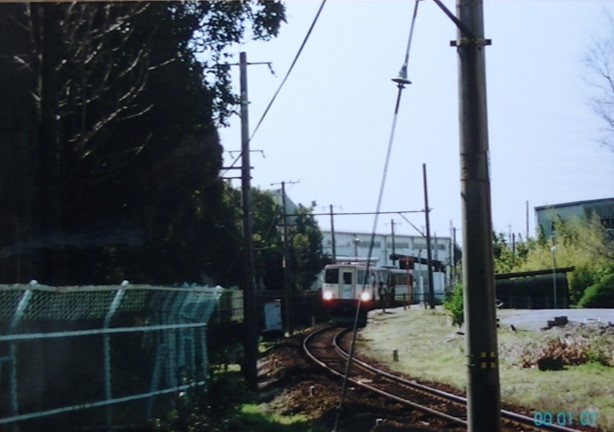
廃止前の棚尾駅（奥）を三河旭側から望む（2004年）。

## 駅構造
ホームは1面1線の停留場であった。かつては列車交換が可能な島式ホームだった。

### 配線図
| ← 碧南方面 | 棚尾駅 構内配線略図 | → 吉良吉田方面 |
| 凡例 出典: |                     |                |

## 利用状況
- 『名古屋鉄道百年史』によると1992年度当時の1日平均乗降人員は133人であり、この値は岐阜市内線均一運賃区間内各駅（岐阜市内線・田神線・美濃町線徹明町駅 - 琴塚駅間）を除く名鉄全駅（342駅）中330位、 三河線（38駅）中37位であった[5]。
- 『愛知統計年鑑』によると2003年度の乗車人員は1日平均30人であった[6]。2003年度までの1日平均乗車人員は下表の通り。

| 年度   | 1日平均 乗車人員 |
| ------ | ---------------- |
| 1998年 | 39               |
| 1999年 | 32               |
| 2000年 | 27               |
| 2001年 | 24               |
| 2002年 | 24               |
| 2003年 | 30               |

## 碧南レールパーク
跡地は、碧南市が廃線跡を整備した公園「碧南レールパーク」の一部として、2017年（平成29年）3月30日に「棚尾広場」が完成した。
ホームを活用したステージや赤い車両を模したベンチ付きの休憩所、照明器具などが設置可能な時計塔や子ども用の遊具などが設置され、野外イベントを開催できるように整備された。

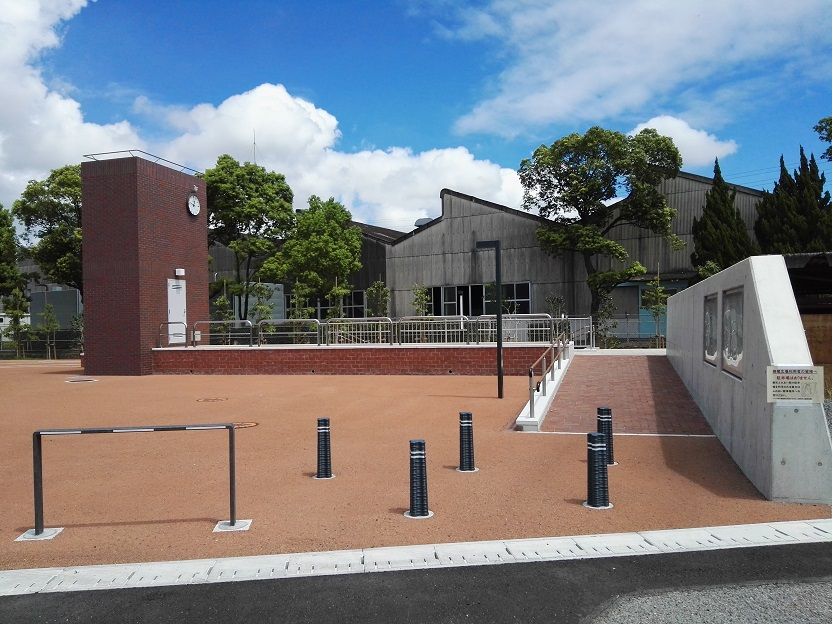
碧南レールパークになった棚尾駅跡地
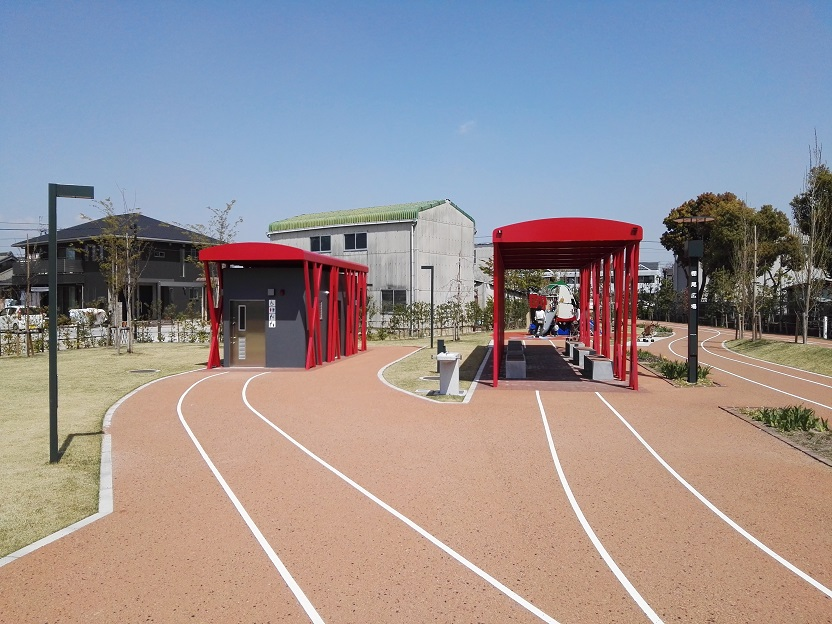
赤い車両を模したベンチとトイレ
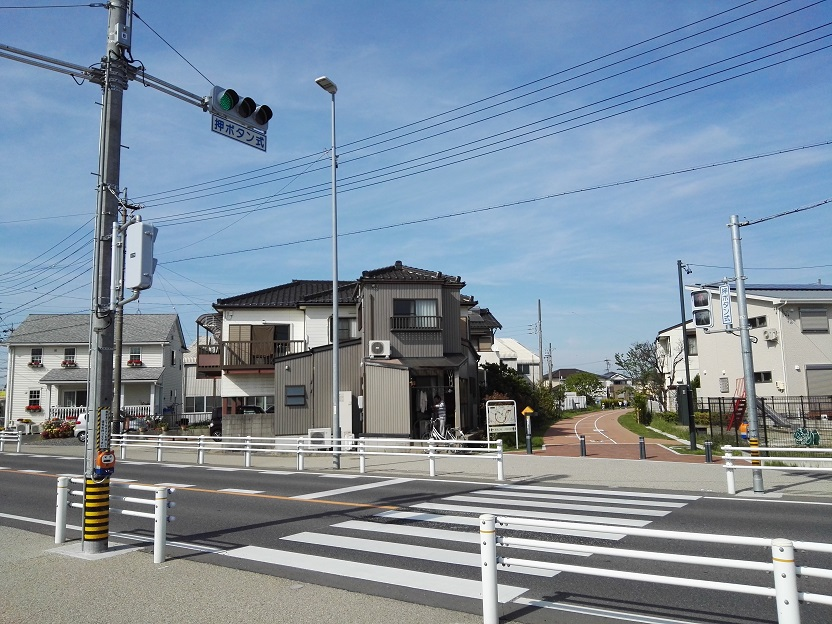
棚尾駅跡地と三河旭駅跡地の間に設置された押しボタン式信号機の横断歩道

## 駅周辺
- 志貴毘沙門天・妙福寺
- 愛知県道43号岡崎碧南線

## バス路線
三河線の碧南 - 吉良吉田間の廃止に伴う代替バスとして、ふれんどバスが運行されている。なお、駅跡地付近にある同路線の停留所は「毘沙門」と「棚尾橋西」の2ヵ所である。この他、くるくるバスの「棚尾区民館」停留所も駅跡地付近に設けられている。

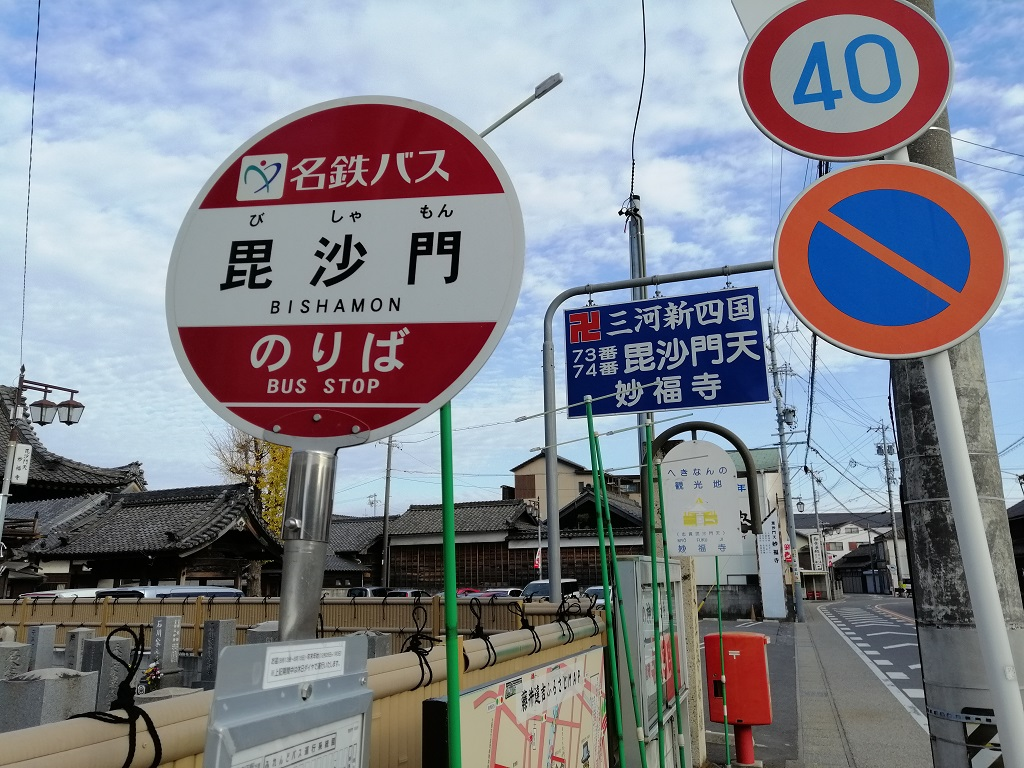
毘沙門バス停
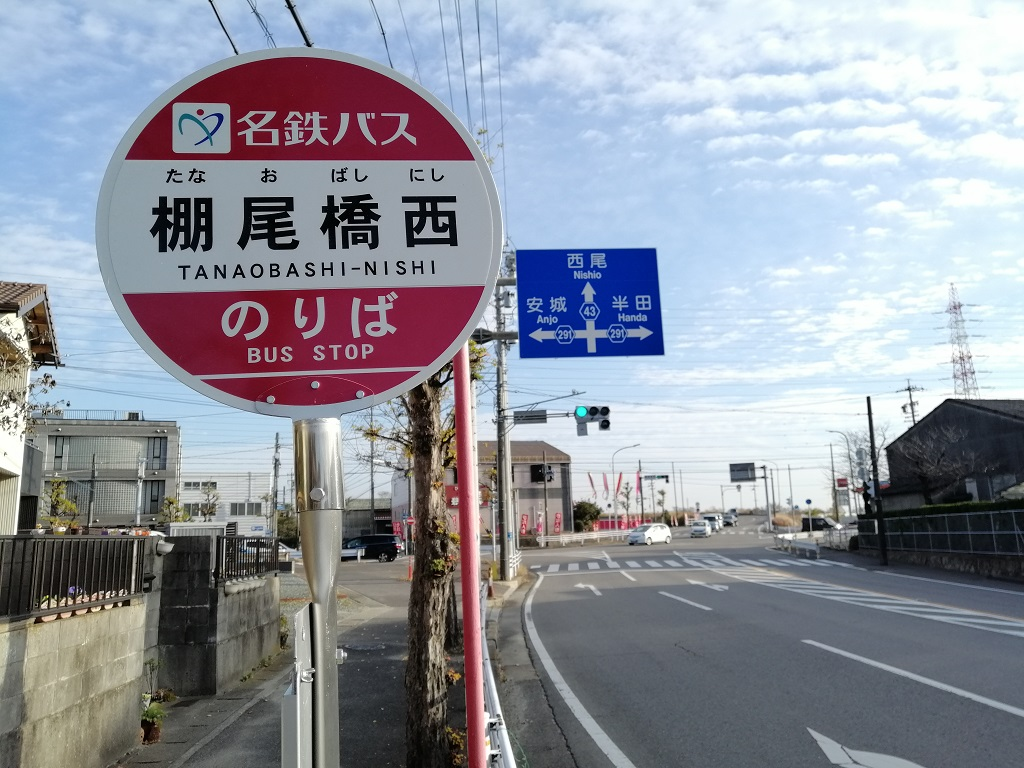
棚尾橋西バス停

## 隣の駅
名古屋鉄道
三河線（廃止区間）
玉津浦駅 - 棚尾駅 - 三河旭駅